# Emanuel Šarpentje
Emanuel Mari Šarpentje (fr. Emmanuelle Marie Charpentier; 11. decembar 1968) francuski je profesor i istraživač u poljima mikrobiologije, genetike i biohemije. Od 2015. godine bila je direktorka na Institutu Maks Plank za infekcionu biologiju u Berlinu. Godine 2018, osnovala je nezavisni istraživački institut, Maks Plankov Unit za nauku o patogenima. Godine 2020. Šarpentje i američka biohemičarka Dženifer Dudna sa Kalifornijskog univerziteta u Berkeliju dobile su Nobelovu nagradu za hemiju „za razvoj metode za uređivanje genoma”. Ovo je bila prva naučna Nobelova nagrada koju su ikad osvojile dve žene.

## Spoljašnje veze
- Zvanični veb-sajt